# Lasionycta flanda
Lasionycta flanda es una especie de mariposa nocturna de la familia Noctuidae.
Habita en tundras en la isla de Terranova y en Goose Bay, en el este de Labrador.
Anteriormente se consideraba una subespecie de Lasionycta leucocycla.
Los adultos vuelan desde mediados de julio hasta principios de agosto.
- Datos: Q6493407
- Multimedia: Lasionycta flanda / Q6493407
- Especies: Lasionycta flanda